# Červený Kláštor
Červený Kláštor és un poble i municipi d'Eslovàquia. Es troba a la regió de Prešov, al nord del país.

## Història
La primera referència escrita de la vila data del 1828.

## Demografia
| Godina             | 1994 | 2004  | 2014   | 2024   |
| ------------------ | ---- | ----- | ------ | ------ |
| Nombre de persones | 240  | 222   | 234    | 220    |
| Diferència         |      | −7,5% | +5,40% | −5,98% |

| Godina             | 2023 | 2024   |
| ------------------ | ---- | ------ |
| Nombre de persones | 218  | 220    |
| Diferència         |      | +0,91% |